# Magical Mystery Tour (film)
Magical Mystery Tour je angleški televizijski glasbeni film iz leta 1967. Skoraj v celoti so ga režirali Beatli, ki so v filmu tudi imeli glavne vloge. To je tretji film, v katerem je nastopila skupina. Prikazuje skupino potnikov, ki med potovanjem z avtobusom doživijo nenavadne dogodke, ki jih povzročijo čarovniki. Premiso so navdihnili Furthur Kena Keseyja in takrat priljubljena avtobusna potovanja iz Liverpoola na ogled Blackpoolskih luči. Za konceptualizacijo in vodenje projekta je zaslužen Paul McCartney.
Večina del filma je bila posneta v in okoli Westmalliške RAF baze, razgrajenega vojaškega letališča v Kentu, scenarij pa je bil v veliki meri improviziran. Snemanje je potekalo na podlagi ročno napisanih idej in skic. Film je prepleten z glasbenimi vložki, ki med drugim vključujejo Beatlese pri izvajanju pesmi I Am the Walrus z živalskimi maskami in Bonzo Dog Doo-Dah Band, ki izvaja pesem Death Cab for Cutie Viviana Stanshalla in Neila Innesa.
Film je bil prvotno predvajan na BBC1, v črno-beli tehniki, na Boxing Day, 26. decembra 1967. Barvni prenos je sledil na BBC2 5. januarja 1968. S strani kritikov in občinstva je bil film slabo sprejet, medtem ko je glasba filma doživela velik komercialni in kritični uspeh Film je leta 1974 v ameriških kinematografih predvajal New Line Cinema, pa leta 2012 pa Apple Films, v izbranih kinematografih po vsem svetu. 

## Ozadje
Film je bil poskus združitve zabavne vožnje Furthurja Kena Keseyja z Merry Pranksters in takrat priljubljenih avtobusnih potovanj iz Liverpoola na ogled Blackpoolskih luči. John Lennon je izjavil, da „če so bile odrske izključene, bi želeli nekaj, kar bi jih nadomestilo. Televizija je bila očiten odgovor.“ Večina članov skupine je izjavila, da je bila vse zamisel Paula McCartneyja, čeprav je sam izjavil: „Nisem prepričan, čigava je bila ideja Magical Mystery Tour . Lahko bi bila moja, vendar nisem prepričan, ali želim prevzeti krivde! Z njo smo se strinjali vsi – a veliko materiala v tistem času bi lahko bila moja ideja.“ McCartney pravi, da so bili glavni navdih za film njegovi domači posnetki. 
Scenarij je bil v veliki meri improviziran. Beatli so za igralsko in snemalno ekipo zbrali skupino ljudi ter jim rekli, naj bodo „v ponedeljek zjutraj na avtobusu“. Ringo Starr se spominja: „Paul je imel velik kos papirja – samo prazen kos belega papirja s krogom. Načrt je bil: 'Začnemo tukaj in tu moramo narediti to...' Izpolnjevali smo ga sproti.“ 

## Zgodba
Stvar zgodbe je skupina potnikov na britanski skrivnostni turneji na avtobusu iz leta 1967. Zgodba se osredotoča predvsem na Richarda B. Starkeya (Ringo Starr) in njegovo nedavno ovdovelo teto Jessie ( Jessie Robins ). Drugi potniki na avtobusu so vodja turneje in sprevodnik Jolly Jimmy Johnson ( Derek Royle ), hostesa potovanja gospodična Wendy Winters (Miranda Forbes, pripisana kot Mandy Weet), kondukter Buster Bloodvessel ( Ivor Cutler ) in drugi Beatli (John Lennon, Paul McCartney in George Harrison ).
Med potovanjem se „začnejo dogajati nenavadne stvari“, ki so maslo „štirih ali petih čarovnikov“, od katerih štiri igrajo sami Beatli, petega pa dolgoletni sodelavec skupine Mal Evans.
Med potovanjem se Starkey in Jessie nenehno prepirata. Teta Jessie začne sanjariti, da se bo zaljubila v Busterja Bloodvessela, ki se obnaša vse bolj ekscentrično in moteče. Potovanje vključuje več nenavadnih dejavnosti, kot je improvizirana dirka, v kateri vsak od potnikov uporablja drugačno prevozno sredstvo (nekateri tečejo, nekaj se jih vozi z avtomobili, skupina ljudi poganja kolesa, medtem ko jih Starkey na koncu vse premaga z avtobusom). V enem prizoru se potniki sprehodijo skozi prostor, ki je videti kot naborni urad britanske vojske, kjer jih pozdravi narednik vojaške vaje ( Victor Spinetti ). Paul McCartney se v prizoru pojavi kot „major McCartney“, na čigar mizi je napis „I you WAS“. ) Zdi se, da narednik z nerazumljivim kričanjem zbranim pojasnjuje, kako napasti nagačeno kravo.
Turistična skupina se kasneje splazi v majhen šotor sredi polja, znotraj katerega je projekcijsko gledališče. Prizor v restavraciji prikazuje natakarja po imenu Pirandello (John Lennon), ki na mizo pred teto Jessie z lopato nenehno nalaga špagete, medtem ko prihajajoči gostje izstopajo iz dvigala in stopajo čez jedilne mize. Film se nadaljuje z moškimi potniki na potovanju, ob ogledu striptiz predstave. Film se konča z Beatli, oblečenimi v bele smokinge, s poudarkom na glamuroznem plesnem prizoru množice v starinskem slogu, ki ga spremlja pesem Your Mother Should Know.
Film je prepleten z glasbenimi vložki, med katerimi so prikazani Beatli, ki oblečeni v živalske kostume izvajajo I Am the Walrus z živalskimi maskami, Harrisona, ki med sedenjem na cesti Blue Jay Way poje Blue Jay Way ter Bonzo Dog Doo-Dah Band, ki izvaja pesem Death Cab for Cutie Neila Innesa.

## Produkcija

### Snemanje
Snemanje je potekalo na podlagi večinoma ročno napisanih idej in skic, ki jo je McCartney poimenoval „Scrupt“ (iz besede Script). Magical Mystery Tour je bil najkrajši od vseh filmov Beatlesov, čeprav je bilo v obdobju dveh tednov posnetih skoraj deset ur filmskega materiala. Jedro filma je bilo posneto med 11. in 25. septembrom 1967.
Lennon se je v kasnejšem intervjuju spominjal: „Vedeli smo, kakšne prizore smo želeli vključiti, vendar smo svoje ideje prilagodili zadevnim ljudem, po tem ko smo spoznali našo igralsko zasedbo. Če je kdo želel narediti nekaj, česar nismo načrtovali, se niso zadrževal. Če se je ujemalo, smo to obdržali.“ V nekem trenutku je imel Lennon sanje, v katerih je bil natakar, ki je na ženski krožnik nalagal špagete. To je bilo kasneje posneto kot sekvenca in vključeno v film. Nekateri starejši igralci, kot je bil Nat Jackley, niso poznali produkcije brez scenarija in so bili nad improviziranjem prav razočarani.
Velik del filma je bil posnet v in okoli Westmalliške RAF baze in razgrajenega vojaškega letališča v Kentu, ker ni bilo mogoče v kratkem času rezervirati nobenega londonskega filmskega studia. Veliko notranjih prizorov, kot je sekvenca plesne dvorane za Your Mother Should Know, je bilo posnetih v zapuščenih letalskih hangarjih. Zunanji prizori, kot sta sekvenca I Am the Walrus in improvizirana dirka, so bile posnete na vzletno-pristajalnih stezah in ploščadi za taksije. V nekaterih prizorih je mogoče videti korakajoče kadete RAF, med I Am the Walrus pa je mogoče videti letalo Avro Shackleton med letom. Nekaj prizorov je bilo posnetih tudi v bližnjem mestu West Malling.
Potovanje je bilo posneto po vsej Zahodni Angliji, vključno z Devonom in Cornwallomin s tremi dnevi snemanja žensk v bikinijih v hotelu Atlantic v Newquayu. Večina posnetkov ni bila uporabljena v končnem filmu. Sekvenca striptiza je bila posneta v Raymond Revuebaru Paula Raymonda v londonskem okrožju Soho, sekvenca za pesem Fool on the Hill pa je bila posneta okoli Nice v južni Franciji.
Avtobus, uporabljen v filmu, Bedford VAL s karoserijo Plaxton, je imel registrsko številko URO 913E. Vozilo je bilo leta 1967 novost pri podjetju Fox of Hayes. Hard Rock Cafe je leta 1988 avtobus kupil in je zdaj popolnoma prenovljeno Med snemanjem je barvitemu avtobusu z ročno izdelanimi črkami sledilo vse večje število avtomobilov v upanju, da bodo videli, kaj nameravajo njegovi potniki, dokler ni nastal prometni zastoj. Dogodek se je končal s tem, ko je Lennon napis jezno strgal s strani avtobusa.

### Obdelava
Enajst tednov, ki so sledili snemanju, je bilo porabljenih za montažo filma, ki je od desetih ur porabila le 52 minut.  Prizori, ki so bili posneti, vendar niso bili vključeni v končni rez, vključujejo:
- Sekvenco, kjer se potnikom prodaja sladoled, sadje in lizike;
- Sekvenca v kateri Lennon, McCartney, Harrison in Starr gledajo skozi teleskop;
- Happy Nat the Rubber Man ( Nat Jackley, posebej sprejet zaradi svoje „smešne hoje“, ki je ugajala Beatlom), ki lovi ženske okoli zunanjega bazena hotela Atlantic. Sekvenco je režiral Lennon;[19]
- Bloodvesselova iizvedba pesmi I'm Going in a Field;
- Sekvenca pesmi Here We Go Round the Mulberry Bush, ki jo izvaja skupina Traffic.

Za psihedelično vizualno sekvenco med pesmijo Flying je bilo uporabljenih nekaj posnetkov letenja iz filma Stanleyja Kubricka Dr. Strangelove iz leta 1964. Kot je povedal urednik Roy Benson v dokumentarcu radia BBC Celluloid Beatles, je v filmu manjkal posnetek, ki bi pokril sekvenco pesmi Flying. Benson je imel dostop do zračnih posnetkov, posnetih za sekvence Dr. Strangelove B52, ki so bili shranjeni v studiu Shepperton . Zaradi uporabe posnetka se je Kubrick pritožil Bensonu.

## Sprejem
Magical Mystery Tour je bil v Združenem kraljestvu predvajan 26. decembra na BBC1, ki je takrat iz tehničnih razlogov oddajal le črno-belo. George Martin, producent skupine, je kasneje dejal: „Ko je bil prvotno prikazan na britanski televiziji, je bil barvni film, vendar prikazan črno-belo, ker na BBC1 v tistih časih niso imeli barvnih . Videti je bilo grozno in bila je katastrofa.“  Lennon je pozneje dejal: „Kar so BBC – neumni idioti – naredil, prvotno so ga prikazali črno-belo. Si predstavljate, okoli božiča? In potem so ga [kritiki] pregledali črno na belem. To je kot poslušanje mono različice stereo zapisa.“ To je bil prvi kritični neuspeh Beatlov. Film je bil ponovno predvajan 5. januarja 1968, tokrat v barvah, vendar je bilo v Združenem kraljestvu takrat približno le 200.000 barvnih TV sprejemnikov. Zaradi neugodnih ocen so omrežja v ZDA zavrnila predvajanje filma. Sodelavec Beatlov Peter Brown je za neuspeh okrivil McCartneyja. Brown je dejal, da je bila med zasebnim predvajanjem za vodstveno osebje NEMS reakcija „enoglasna ... bilo je grozno“, vendar je bil McCartney prepričan, da bo film toplo sprejet, in ni upošteval Brownovega nasveta, naj opusti projekt in reši skupino pred zadrego.
27. decembra se je McCartney pojavil v The David Frost Programme, da bi branil film. David Frost ga je predstavil kot "najodgovornejšega" za Magical Mystery Tour.  Hunter Davies, takratni uradni biograf Beatlov, je dejal: „To je bilo prvič v spominu, da se je kateri koli umetnik čutil dolžnega, da se javno opraviči za svoje delo.“  McCartney je kasneje spregovoril z novinarji in rekel: „Ne trdimo, da je bil to dober film. To je bil naš prvi poskus. Če smo zgrešili, potem smo zgrešili. Bil je izziv in ni uspel. Naslednjič bomo že vedeli.“  Izjavil je tudi: „Mislim, saj tudi kraljičin govor ni nekaj zabavnega, kajne?“ Leta 1981 je sociomuzikolog Simon Frith dejal, da je film simptomatičen za preobrazbo popa v rock, pri čemer se slednji ukvarja z umetnostjo in samoizražanjem namesto z množično zabavo. Magical Mystery Tour je opisal kot „namenoma nerazložljivo televizijsko specialko, ki je uspavala večino občinstva“ in dodal: „Beatli niso več nadzorovali svojega časa. Medtem ko so bili nekoč sposobni zgrabiti vsako idejo in jo 'beatlificirati', narediti za skupno valuto, so zdaj zaman bežali za trendom, ki je bil odločen, da bo običajno občinstvo pustil za seboj.“
Magical Mystery Tour je bil v ZDA prvič predvajan na Fillmore Eastu v New Yorku, 11. avgusta 1968, kot del zbiranja sredstev za Liberation News Service. V komercialnih kinematografih v ZDA ga niso predvajali do leta 1974, ko je New Line Cinema pridobil pravice za omejeno distribucijo v kinematografih in ne-kinematografskih dvoranah.
McCartney je kasneje o filmu dejal: „Ko razmišljam za nazaj, mislim, da je bil v redu. Mislim, da smo bili s tem kar zadovoljni.“ Na DVD-ju The Beatles Anthology je komentiral tudi, da film vsebuje edini video nastop skupine za pesem I Am the Walrus.  V intervjuju leta 1993 je Harrison dejal, da je bil negativni odziv tiska „tudi razumljiv, ker ni šlo za briljantno stvar, ki bi bila dobro izvedena. Bilo je kot mali domači film, res. Dodelan domači film.“ Od leta 2019 ima film 64-odstotno oceno odobravanja na spletnem mestu zbiralnika recenzij Rotten Tomatoes na podlagi 14 ocen strokovnih kritikov s povprečno oceno 5,3/10. 
Tom Wolfe v knjigi The Electric Kool-Aid Acid Test  komentira podobnost med Magical Mystery Tour in podvigi Kena Keseyja in Merry Pranksters . Leta 1978 so film parodirali Rutlesi v filmu Tragical History Tour, „samovšečnem televizijskem filmu o štirih oxfordskih profesorjih zgodovine na turneji po čajnicah v Rutlandu.“  Michael Palin je v svoji knjigi Diaries 1969–1979: The Python Years povedal, da je ekipa Monty Pythona razmišljala o tem, da bi film, ki je do takrat postal komercialno pozabljen, prikazala kot predfilm k lastni komediji Monty Python in sveti gral iz leta 1975. Od vseh štirih Beatlov so dobili dovoljenje za ponoven ogled filma in to v pisarnah Appla 10. januarja 1975. Čeprav so bili Pythonovci zainteresirani, se ideja ni uresničila.
Po barvni projekciji januarja 1968 je bil film v Združenem kraljestvu naslednjič predvajan šele 21. decembra 1979. Naslednje predvajanje v Združenem kraljestvu je bilo 1. novembra 1993 kot del evropskega dneva Beatlov na MTV . 

## Stripovska priredba
Stripovsko priredbo filma je narisal britanski karikaturist Bob Gibson in jo natisnil na ovitek albuma Magical Mystery Tour .

## Avtobusni ogled Liverpoola
Od leta 1983 deluje turistični avtobusni izlet po Liverpoolu, ki se trži kot Magical Mystery Tour. Ogled poteka na repliki avtobusa Magical Mystery Tour in obišče kraje po mestu, ki so povezani z Beatli in njihovimi pesmimi, kot so njihovi domovi iz otroštva, Cavern Club, Strawberry Field in Penny Lane . Ogled je prvotno vodil avtobus Bedford VAL, kot v filmu, zdaj pa se uporabljajo sodobnejša vozila. 

## Obnova
Sprejem leta 1967 je bil tako slab, da se nihče ni potrudil pravilno arhivirati negativa, kasnejše ponovne izdaje pa je bilo treba kopirati iz natisov slabe kakovosti.  Do konca 1980-ih je MPI Media Group prek imetnika pravic Apple Corps izdal film na kaseti, izdaja na DVD-ju pa je sledila mnogo let pozneje.  Izšel je tudi v formatu VHS. 
Digitalno obnovljena različica filma je bila predvajana 6. oktobra 2012 v Združenem kraljestvu, po dokumentarnem filmu o njegovem nastajanju. deset tednov pozneje sta bila v Združenih državah Amerike oba prikazana kot del Great Performances na PBS.
22. avgusta 2012 je Apple Corps (preko Apple Films) napovedal ponovno izdajo filma na DVD-ju in Blu-rayu skupaj z omejeno izdajo v kinematografih. DVD/Blu-ray izdaja je sledila 8. oktobra po vsem svetu, z izjemo Severne Amerike, kjer se je izdaja zgodila dan pozneje. Nova izdaja je vsebovala zvočni komentar McCartneyja in posebne vsebine, vključno z intervjuji in izpuščene posnetke. Izdana je bila tudi deluxe izdaja „collectors box“, ki vsebuje film tako na DVD-ju kot na Blu-rayu, poleg 60-stranske knjige in reprodukcijo originalnega mono britanskega dvojnega 7-inčnega EP-ja .
Prenovljeni Magical Mystery Tour iz leta 2012 se je v tednu, ki se je končal 27. oktobra 2012, uvrstil na prvo mesto lestvice Billboard Top Music Video 

## Pesmi
Pesmi so razvrščene po vrstnem redu njihove uporabe v filmu, ki jih je napisal dvojec Lennon-McCartney, razen če je navedeno drugače:
1. "Magical Mystery Tour"
2. "The Fool on the Hill"
3. "She Loves You" (izvajana na orglah, predvajana med sekvenco improvizirane dirke)
4. "Flying" (Lennon/McCartney/George Harrison/Richard Starkey)
5. "All My Loving" (orkestralna izvedba po vzoru Čajkovskega, predvajana v sekvenci Jessieinega sanjarjenja)[47]
6. "I Am the Walrus"
7. "Jessie's Dream" (inštrumentalno delo, nikoli uradno izšlo kot del glasbe iz filma)
8. "Blue Jay Way" (Harrison)
9. "Death Cab for Cutie" (izvaja Bonzo Dog Doo-Dah Band) (Vivian Stanshall/Neil Innes)
10. "Your Mother Should Know"
11. "Magical Mystery Tour (Reprise)" (pripisana kot „del celotne pesmi Magical Mystery Tour“, vendar ne v primeru filma)
12. "Hello, Goodbye" (izsek, predvajana med zaključno špico)

## Prenosne izdaje
ZDA
| leto | Podjetje                 | Format(i)            | Komentarji |
| 1978 | Media Home Entertainment | VHS/ Betamax         | Prvotno umaknjen s trga zaradi uspešne tožbe, vložene leta 1980, Media in Northern sta kasneje dosegla dogovor za njegovo ponovno izdajo eno leto pozneje. Edinstvene informacije o identifikaciji: naslovna pesem ima edinstven glasovni posnetek uvodne fraze "roll-up roll-up", ki jo izgovarja Lennon in prvi prizori povečave in pomanjšanja avtobusa prikazujejo zvezde s črtami, ki ponazarjajo učinek padanja. Na splošno ima film sprano barvo in zvok, ki ni prav kakovosten. Film se predvaja z napačno frekvenco 23,976 sličic na sekundo. |
| 1988 | Video zbirka / Apple     | VHS in laserski disk | Vsebuje digitalno premešan in predelan zvočni zapis, ki ga je uredil producent George Martin. Naslovna pesem še vdeno vsebuje edinstveno uvodno frazo "roll-up roll-up" (zdaj v čistem remiksiranem stereu) in prvi prizori povečevanja in pomanjševanja avtobusa še vedno prikazujejo zvezde s praskajočimi črtami zgoraj, ki ponazarjajo učinek padanja (pri poznejših izdajah se učinek odstrani). Na splošno ima film precej ostrejše barve in remiksiran zvok Dolby Stereo z dobrim ločevanjem in kakovostjo. Zbirateljski pomen te izdaje je čista stereo različica naslovne pesmi z edinstvenim uvodom, ki v prihodnjih izdajah ne bo več uporabljena. Film se predvaja v pravilni frekvenci 25 sličic na sekundo. |
| 1992 | MPI / Apple              | Laserdisc            | |
| 1997 | MPI/Apple                | DVD                  | Prva izdaja DVD-ja Magical Mystery Tour . Naslovna pesem zdaj uporablja standardno različico skladbe albuma s svojim standardnim uvodom "roll-up roll-up", prvi prizori povečanja in pomanjševanja avtobusa s padajočimi zvezdami pa so bili odstranjeni in nadomeščeni s ponavljanjem grafike uvoda. Na splošno je filmski video enak prečiščeni izdaji VHS iz leta 1988, zvok (po remiksu naslovne pesmi) pa ohranja isto standardno stereo različico (brez mešanic prostorskega zvoka 5.1). |
| 2003 | Avenue One               | DVD                  | Neuradna izdaja DVD-ja MPI. |
| 2012 | Apple/ Capitol           | DVD                  | |
| 2012 | Apple/ Capitol           | Blu-ray              | Prva Blu-ray izdaja filma Magical Mystery Tour . Naslovna pesem še vedno uporablja standardno različico skladbe albuma z znanim uvodom "roll-up roll-up" in prvi prizori povečanja in pomanjševanja avtobusa s padajočimi zvezdami so bili obnovljeni, vendar padajoče zvezde ne povzročajo spraskane navpične črte. Celoten filmski video je očiščen glede po tehnoloških standardih iz leta 2012, zvok pa je bil remiksiran, da vključuje novo mešanico prostorskega zvoka 5.1 v različnih formatih. Ta različica vključuje tudi nove dodatne vsebine, kot je režiserjev komentar Paula McCartneyja. |

Združeno kraljestvo
| leto | Podjetje     | Format(i)            | Opombe                                                                                            |
| 1981 | Empire Films | VHS                  | Film je vzet iz obstoječega natisa slabe kakovosti in ima izprano barvo ter slabo kakovost zvoka. |
| 1988 | MPI/Apple    | VHS in laserski disk | Vsebuje digitalno premešano in predelano glasbo, ki jo je uredil George Martin                    |
| 1997 | MPI/Apple    | DVD                  | Prva izdaja DVD-ja Magical Mystery Tour                                                           |
| 2012 | Apple/ EMI   | DVD                  |                                                                                                   |
| 2012 | Apple/EMI    | Blu-ray              | Prva Blu-ray izdaja Magical Mystery Tour                                                          |